# Moldova (flod)
Moldova (tysk: Moldau) er en flod i Rumænien, i den historiske region Moldavien. Den er en højre biflod til floden Siret.  Floden kommer fra de Moldavisk-Muntenske Karpater i Bukovina i distriktet Suceava og løber ud i Siret i Cotu Vameș, øst for byen Roman i distriktet Neamț. Den samlede længde af Moldova fra dens udspring til dens sammenløb med Siret er 213 km. Dens afvandingsområde er 4.299 km2. 
Floden har lagt navn til Fyrstendømmet Moldavien, hvis første hovedstad, Târgul Moldovei (nu Baia), ligger ved Moldova-floden, men dens etymologi er omstridt.

## Byer og landsbyer
Følgende byer og landsbyer ligger langs floden Moldova, fra kilden til mundingen: Moldova-Sulița, Câmpulung Moldovenesc, Vama, Voroneț, Gura Humorului, Păltinoasa, Baia, Roman.

## Bifloder
Følgende floder er bifloder til floden Moldova (fra kilden til mundingen):
Fra venstre: Sulița, Benia, Breaza, Pârâul Negru, Moroșani, Pârâul Cailor, Timoi, Sadova, Deia, Lala, Moldovița, Doabra, Beltag, Tocila, Humor, Bucovăț, Corlata, țcați, Medițcani, Cristi, Hatti, Cristi, Petroaia (eller Ciohoranca), Valea Baciului, Ciurlac
Til højre: Lucina, Lucava (eller Lucova), Tătarca, Răchitiș, Gârbele, Orata, Delnița, Colac, Arseneasca (eller Arseneasa), Putna, Colbul (eller Izvorul Giumalăului), Prașca, Seaca, Izvorul Alb, Izvorul Maluluiz, Izvorul Alb Șandru, Sălătruc, Suha, Voroneț, Isachia, Bălăcoaia, Valea Seacă, Suha Mică, Suha Mare, Sasca Mare, Bogata, Râșca, Seaca, Râșca, Sătopia, ța, Oza, Neam, (Ozana), Topolita, Umbrari, Valea Albă (eller Soci), Valea Mare, Viar

## Kort
- Kort Munceii Neamțului - Munții Stânișoarei
- Turistkort, Parcul Vânători-Neamț

46°54′32″N 26°58′19″Ø / 46.9089°N 26.9719°Ø